# واچاگان خالاتیان
واچاگان خالاتیان (ارمنی: Վաչագան Խալաթյան؛ ۱۱ مهٔ ۱۹۳۲ – ۲۲ ژوئیهٔ ۲۰۰۴) زبان‌شناس و آموزگار ناشنوایان اهل ارمنستان که به خاطر ابداع الفبای دستی زبان ارمنی، زبان اشاره ارمنی و واژه‌نامه‌های مرتبط با آن شناخته شده است.

## زندگی‌نامه
در ۱۱ مهٔ ۱۹۳۲ در اوروت به دنیا آمد. از دانشگاه دولتی زبان‌ها و علوم اجتماعی بروسوف ایروان و دانشگاه دولتی علوم تربیتی مسکو فارغ‌التحصیل شد.  در ۲۲ ژوئیهٔ ۲۰۰۴ در سن ۷۲ سالگی در شهر ایروان درگذشت.